# Миклушевци
Миклушевци (русински: Миклошевци, украјински: Мiклушевці) су насељено место у саставу општине Томпојевци, у Вуковарско-сремској жупанији, Република Хрватска.

## Историја
Место је 1885. године било у саставу Ердевичког изборног среза са својих 319 душа.
До територијалне реорганизације у Хрватској налазили су се у саставу старе општине Вуковар.

## Становништво
На попису становништва 2011. године, Миклушевци су имали 378 становника.

## Попис 1991.
На попису становништва 1991. године, насељено место Миклушевци је имало 673 становника, следећег националног састава:
| Попис 1991.‍  | Попис 1991.‍  | Попис 1991.‍ | Попис 1991.‍ | Попис 1991.‍ |
| ------------ | ------------ | ----------- | ----------- | ----------- |
|              |              |             |             |             |
| Русини       | Русини       |             | 493         | 73,25%      |
| Срби         | Срби         |             | 76          | 11,29%      |
| Хрвати       | Хрвати       |             | 49          | 7,28%       |
| Југословени  | Југословени  |             | 20          | 2,97%       |
| Мађари       | Мађари       |             | 7           | 1,04%       |
| Украјинци    | Украјинци    |             | 7           | 1,04%       |
| Словенци     | Словенци     |             | 2           | 0,29%       |
| Немци        | Немци        |             | 1           | 0,14%       |
| Роми         | Роми         |             | 1           | 0,14%       |
| Румуни       | Румуни       |             | 1           | 0,14%       |
| неопредељени | неопредељени |             | 12          | 1,78%       |
| непознато    | непознато    |             | 4           | 0,59%       |
| укупно: 673  |              |             |             |             |